# École Spéciale Militaire de Saint-Cyr
L'École Spéciale Militaire de Saint-Cyr o ESM de Saint-Cyr (en català, Escola Especial Militar de Saint-Cyr) és una acadèmia militar d'ensenyament superior francès, que forma els oficials de les branques de l'Exèrcit de terra francès i una part dels oficials de la Gendarmeria de França.

## Història
L'Escola Especial Militar va ser creada per la llei de l'11 de floreal de l'any X (1 de maig de 1802, segons el calendari republicà francès) per ordre del cònsol Napoleó, que volia establir una grande école per a la instrucció dels oficials de l'exèrcit. D'antuvi, l'escola s'instal·là al castell de Fontainebleau i, el 1206 als edificis de la maison royale de Saint-Louis, al municipi de Saint-Cyr-l'École al departament actual d'Yvelines.
Adaptada segons les necessitats dels successius règims polítics de França al llarg del segle xix, l'escola va ser sempre l'encarregada de dotar de quadres superiors les branques de l'exèrcit francès. Tanmateix, el 1940, després de la derrota francesa a la batalla de França davant el Tercer Reich alemany, l'escola va haver d'ésser trasllada a Ais de Provença, sota l'administració francesa del govern de Vichy del mariscal Pétain. El novembre de 1942, amb l'ocupació de la zona lliure de Vichy per la part dels alemanys, es va clausurar l'escola i els seus alumnes van haver de fugir a Algèria o a Espanya.
Alliberada la totalitat de França, l'escola va renéixer el 1945 en unes noves instal·lacions al camp de Coëtquidan, a Guer (Ar Mor-Bihan), atès que els antics edificis de l'establiment havien quedat greument afectats pels bombardeigs. Després que l'escola militar especial es fusionés amb l'escola militar interarmes (EMIA) el 1947, retrobà la seva autonomia el 1961, quan fou refundada.

## Admissió
L'accés a l'ESM de Saint-Cyr s'efectua a través d'un concurs civil per especialitats (científica, literària o econòmica i social) a partir d'aquells aspirants procedents de les classes preparatòries a les grans escoles (CPGE) o d'aquells qui ja han obtingut una llicenciatura –que a França té una durada de tres anys. Fins al 2005 existí una via d'admissió per a aquells aspirants que disposaven d'una llicenciatura llarga (de quatre anys). Igualment, existeix una via d'accés que no s'efectua per concurs civil per entre aquells aspirants que disposen d'una llicenciatura i d'un màster.

## Escolaritat
Existeixen dues escolaritats. L'una, la llarga, s'organitza en sis semestres (tres anys); l'altra, la curta, en dos semestres (un any). La primera és per aquells que han accedit des de les CPGE o la llicenciatura i la segona per als que han accedit amb una llicenciatura i un màster.
Al llarg d'aquesta escolaritat, els alumnes-oficials de l'ESM de Saint-Cyr –anomenats Saint-Cyriens o Cyrards en argot– centraran el seu programa d'estudis en tres punts: la formació en el comandament, la formació acadèmica i la formació militar. Aquestes formacions es reparteixen en semestres. Hi ha dos semestres de domini militar i de comandament i quatre semestres de domini acadèmic. Igualment, aquestes tres formacions s'acompanyen d'una formació esportiva continuada.
Per a la formació militar els alumnes-oficials han de seguir uns cursos específics de paracaigudisme a Pau, de comando a la Bretanya i a Montlluís (Catalunya del Nord) i estades d'aguerriment a la muntanya (Briançon o Barcelonnette) o a la selva tropical (Guaiana Francesa).
A la fi de la seva escolaritat, tots els alumnes-oficials reben el diploma de l'ESM de Saint-Cyr i el grau de màster. Els alumnes de la via científica reben també el títol d'enginyer.
Durant tota la seva escolaritat, els alumnes-oficials de l'ESM de Saint-Cyr són militars en actiu amb el grau de sotstinent (sous-lieutenant) durant els quatre primers semestres. Els dos darrers semestres tenen el grau de tinent (lieutenant). Ambdós graus a l'exèrcit francès equivalen a la categoria d'oficials subalterns. D'altra banda, cada promoció s'estructura en batallons. Els alumnes del primer any formen part del Troisième Bataillon de France (Tercer Batalló de França), els de segon any del Deuxième Bataillon de France (Segon Batalló de França) i els de tercer any del Premier Bataillon de France (Primer Batalló de França). Cada batalló es divideix en companyies.
En acabada la seva escolaritat a l'ESM de Saint-Cyr, els diplomats amb la nacionalitat francesa acudeixen durant un any a les escoles d'aplicació (écoles d'application) on s'especialitzen en una de les armes de l'exèrcit de terra. Quan finalitzen l'estudi en aquestes escoles, accedeixen a les seves destinacions operacionals.
Recentment s'ha incorporat el que oficiosament s'anomena el Quatrième Bataillon (Quart Batalló) format pels novells oficials amb contracte (Officiers sous contrat) que realitzen un període militar formatiu de 4 a 6 mesos a l'ESM de Saint-Cyr abans de la seva afectació professional.

## Alumnes famosos

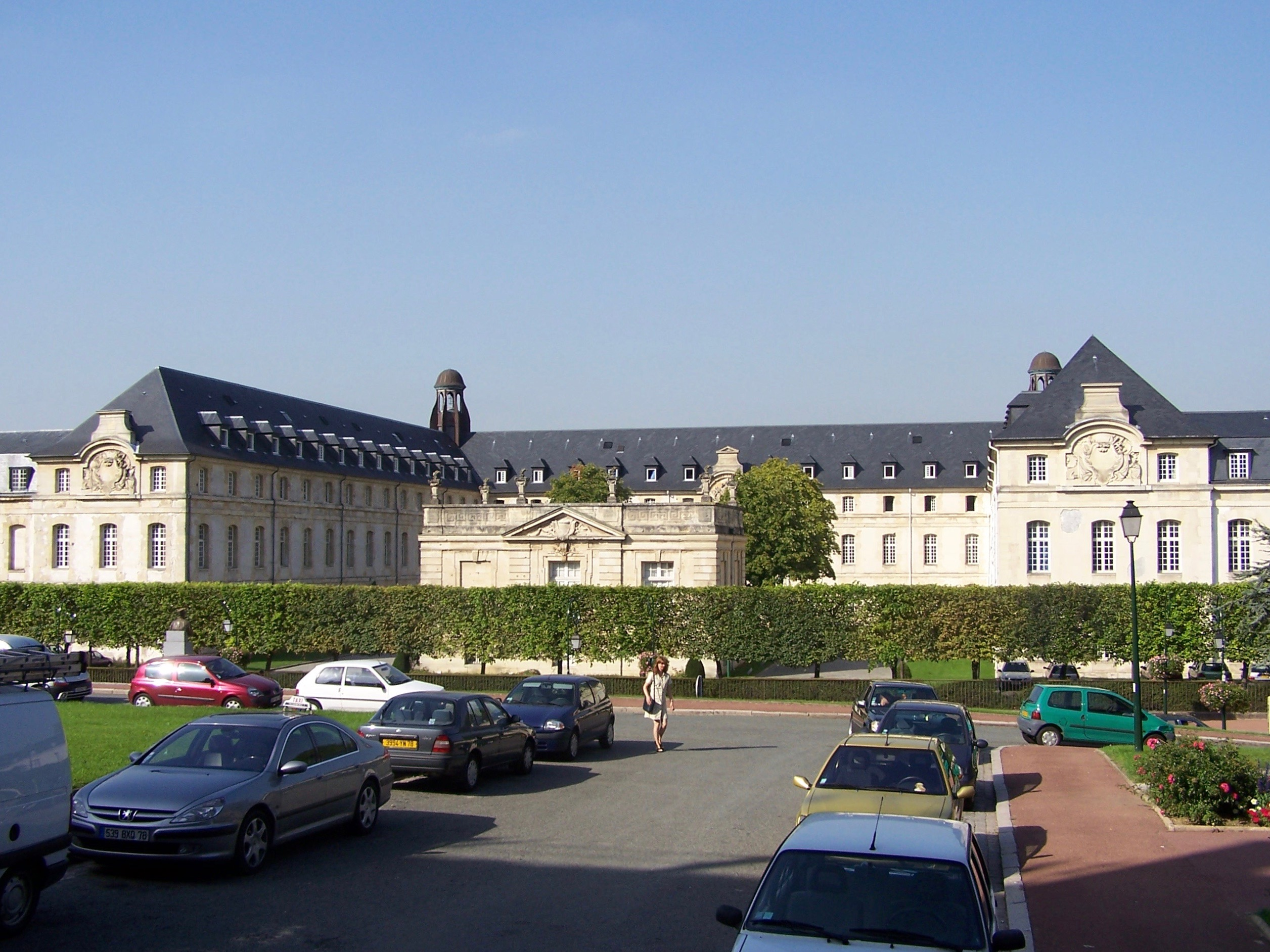
Les antigues dependències de Saint-Cyr-l'École

D'ençà el 1802, 65.000 persones han passat per l'ESM de Saint-Cyr, dels quals uns 2.000 foren estrangers. Uns 9.600 d'ells van morir als camps de batalla. Per entre els antics alumnes s'han comptat onze mariscals de França, tres caps d'Estat francesos, dos asos de l'aviació, sis membres de l'Académie Française i un beat de l'església catòlica. Alguns dels noms més il·lustres de l'escola han estat els següents:
- Hélie Denoix de Saint Marc
- Philippe Leclerc de Hautecloque
- Charles de Gaulle
- Jean de Lattre de Tassigny
- Alphonse Juin
- Maxime Weygand
- Louis Franchet d'Esperey
- Philippe Pétain
- Hubert Lyautey
- Joseph Simon Gallieni
- François Certain Canrobert
- Patrice de Mac-Mahon
- Aimable Jean Jacques Pélissier
- Charles Delestraint
- Charles de Foucauld